# Alton Ellis
Alton Ellis (Trench Town, Kingston (Jamaica), 1 september 1938 – Londen, 10 oktober 2008) was een Jamaicaanse rocksteadyzanger en -muzikant.

## Biografie
Ellis groeide op in Trench Town en leerde al op jongere leeftijd piano spelen. Samen met Eddie Parkins formeerde hij het duo Eddy & Arnold en bracht hij de single Muriel uit bij het label van Coxsone Dodd. Het duo werkte nog enige tijd samen, maar Parkins won een talentenjacht, waardoor hij de mogelijkheid kreeg om Jamaica te verlaten en naar de Verenigde Staten te verhuizen. Ellis bleef in Kingston en hield zich boven water met gelegenheidsjobs, totdat hij in John Holt een nieuwe partner vond. Ook dit partnerschap was slechts van korte duur, omdat Holt zich had aangesloten bij The Paragons. Ellis formeerde daarna samen met zijn broer Leslie zijn eigen band The Flames. De band nam enkele songs op met Duke Reid. Hun eerste grote hits in Jamaica waren de songs Girl I've Got A Date en Get Ready – Rock Steady. De laatste zou ook de naamgever worden voor de nieuwe, langzamere skastijl.
Ellis kon daarmee zijn reputatie als zanger uitbouwen en werd door de beide producenten Reid en Dodd gepaaid. Zijn debuutalbum Mr. Soul of Jamaica, een klassieker van de rocksteady-sound, verscheen bij Reid. Uiteindelijk besloot Ellis echter in zee te gaan met Coxsone Dodd, die hem op een tournee stuurde door het Verenigd Koninkrijk, waar ska net werd geïntroduceerd. In 1967 verscheen Alton Ellis Sings Rock & Soul. Kort daarna nam hij echter weer afscheid van Dodd en tekende hij samen met The Flames een contract bij Treasure Isle van Duke Reid. Tijdens de jaren 1970 besloot Ellis om Jamaica te verlaten, omdat hij ontevreden was met zijn financiële situatie. Na een korte periode in de Verenigde Staten en Canada verhuisde hij in 1973 naar Londen, waar hij zijn eigen label Alltone oprichtte, waarbij hij aanvankelijk overwegend zijn oude en nieuwe songs uitbracht.
Door het grote succes van Bob Marley verdrong de reggae zijn voorloper de ska. Daardoor werd Ellis pioniersprestatie tijdens de jaren 1970 iets naar de achtergrond verdrongen. Pas begin jaren 1980 deed hij door spectaculaire optredens tijdens het Reggae Sunsplash Festival weer van zich spreken. Tijdens de jaren 1980 en 1990 beleefde zijn song Mad Mad Mad een opleving, eerst door een versie van Henry 'Junjo' Lawes (1981), later ook als sample in de hiphop bij o.a. Boogie Down Productions, Tupac Shakur en Notorious B.I.G..
In 2004 verscheen een coverversie van de song I'm Still in Love With You van Sean Paul en Sasha, die zich plaatste in de Amerikaanse Billboard-hitlijst (#14) en de Britse hitlijst (#6).
Tot zijn dood bleef Ellis actief in het skacircuit, zowel als artiest alsook als producent, speelde hij talrijke concerten over de hele wereld, totdat zijn gezondheidstoestand verslechterde.

## Onderscheidingen
In 1994 kreeg Ellis de Order of Distinction van de Jamaicaanse regering voor zijn verdiensten voor de Jamaicaanse cultuur en in 2006 werd hij opgenomen in de International Reggae and World Music Hall of Fame.

## Overlijden
Alton Ellis overleed in oktober 2008 op 69-jarige leeftijd aan de gevolgen van kanker.

## Discografie
- 1967: Mr Soul of Jamaica
- 1967: Sings Rock and Soul
- 1969: The Best Of
- 1970: Sunday Coming
- 1973: Greatest Hits
- 1977: Still in Love
- 1979: A Love to Share
- 1981: Mr Ska Bean'a (als Alton Ellis & The Heptones)
- 1983: A New Day
- 1983: Daydreaming
- 1984: 25th Silver Jubilee
- 1984: Showcase
- 1985: Continuation
- 1985: Jubilee Volume 2
- 1990: Alton & Hortense Ellis at Studio 1
- 2000: Change My Mind
- 2001: More Alton Ellis
- 2001: Live with Aspo: Workin' on a Groovy Thing

- Bibsys: 5095252
- Biblioteca Nacional de España: XX915018
- Bibliothèque nationale de France: cb139457828 (data)
- Gemeinsame Normdatei: 135286964
- International Standard Name Identifier: 0000 0000 4297 2028
- Library of Congress Control Number: n93053105
- MusicBrainz: b04d9207-306c-42db-8b6a-c94d49b4b08a
- Système universitaire de documentation: 157338495
- Virtual International Authority File: 80084098
- WorldCat: E39PBJjXk9ThxcgPYqHJfvRR8C